# Muhamed Junus
Muhamed Junus (beng. মুহাম্মদ ইউনূস; rođen 28. juna 1940) bangladeški je društveni preduzetnik, bankar, ekonomista, i vođa civilnog društva koji je bio nagrađen Nobelovom nagradom za mir zbog osnivanja Graminske banke i njegovih pionirskih doprinosa konceptu mikrokredita i mikrofinansiranja. Ovi krediti se daju preduzetnicima koji su previše siromašni da bi se kvalifikovali za tradicionalne bankarske zajmove. Godine 2006, Junus i Graminska banka zajednički su dobili Nobelovu nagradu za mir „za njihove napore putem mikrokredita na stvaranju ekonomskog i socijalnog razvoja odozdo”. Norveški Nobelov komitet je izjavio da se „trajni mir ne može biti postignut ukoliko velike grupe stanovništva ne pronađu načine na koje se mogu osloboditi siromaštva” i da su „širom kultura i civilizacija, Junus i Graminska Bank pokazali da čak i najsiromašniji od siromašnih mogu raditi na ostvarivanju svoj vlastitog razvoja”. Junus je primio nekoliko drugih nacionalnih i međunarodnih priznanja. Dobio je Predsedničku medalju slobode Sjedinjenih Država 2009. godine i Zlatnu medalju Kongresa 2010. godine. 
Godine 2008. on je rangiran na drugo mesto na listi „Top 100 globalnih mislilaca” časopisa Spoljana politika .
U february 2011, Junus je zajedno sa Saskijom Brajstinom, Sofi Ajsenman i Hansom Rajcom osnovao bezprofitnu organizaciju Junusov socijalni biznis - globalne inicijative (YSB). YSB stvara i osnažuje socijalna preduzeća za adresiranje i rešavanje socijalnih problema širom sveta. Kao međunarodna implementacija Junusove vizije novog, humanog kapitalizma, YSB upravlja sredstvima inkubatora za socijalna preduzeća u zemljama u razvoju i pruža savetodavne usluge kompanijama, vladama, fondacijama i nevladinim organizacijama.
Godine 2012, on je postao kancelar Glazgovskog kaledonijskog univerziteta u Škotskoj. Tu dužnost je obavljao do 2018. godine. Ranije je bio profesor ekonomije na Čitagonškom univerzitetu u Bangladešu. On je objavio je nekoliko knjiga vezanih za svoj finansijski rad. Član je osnivačkog odbora Gramin Amerike i Gramin fondacije, koji podržavaju mikrokredite.
Junus takođe radi u upravnom odboru Fondacije Ujedinjenih nacija, javnoj dobrotvornoj ustanovi koju je 1998. godine kreirao američki filantrop Ted Tarner poklonom od jedne milijarde dolara za podršku UN inicijativa.
U martu 2011, vlada Bangladeša je otpustila Junusa sa njegove funkcije u Graminskoj banci, navodeći zakonske prekršaje i starosnu granicu na njegov položaj.

## Rani životi i obrazovanje

### Rane godine
Treće od devetoro dece, Junus je rođen 28. juna 1940. u bengalskoj muslimanskoj porodici u selu Batua, pored Kaptaj puta u Hatazariju u okrugu Čitagong, u Bengalskom predsedništvu Britanske Indije, sadašnjem Bangladešu. Otac mu je bio Hazi Dula Mia Šoudagar, draguljar po zanimanju, a majka Sufija Katun. Svoje rano detinjstvo proveo je u selu. Godine 1944, njegova porodica se preselila u grad Čitagong, i on je iz seoske škole prešao u osnovnu školu Lamabazar. Do 1949. godine njegova majka je obolela od psihološke bolesti. On je kasnije položio maturski ispit pri Čitagonškoj kolegijatnoj školi rangirajući se na 16. mesto među 39.000 učenika u Istočnom Pakistanu. Tokom školskih godina bio je aktivni izviđač i putovao je u Zapadni Pakistan i Indiju 1952. godine, a u Kanadu 1955. da bi prisustvovao Džamboriju. Kasnije, dok je Junus studirao na Čitagonškom koledžu, postao je aktivan u kulturnim aktivnostima i osvajao je nagrade za dramu. Godine 1957, on je upisao ekonomski odsek na Univerzitetu u Daki, gde je diplomirao 1960. godine, a magistrirao 1961. godine.

## Publikacije
- Yunus, Muhammad (1974). Three Farmers of Jobra. Department of Economics, Chittagong University.
- —— (1976). Planning in Bangladesh: Format, Technique, and Priority, and Other Essays; Rural Studies Project, Department of Economics. Chittagong University.
- ——; Isalama, Saiyada Manajurula; Rahman, Arifa (1991). Jorimon and Others: Faces of Poverty. Grameen Bank.
- —— (1994). Grameen Bank, as I See it. Grameen Bank.
- —— (1999). Banker to the Poor: Micro-Lending and the Battle Against World Poverty. New York: PublicAffairs. ISBN 978-1-58648-198-8.
- —— (2007). Creating a World without Poverty: Social Business and the Future of Capitalism. New York: PublicAffairs. ISBN 978-1-58648-493-4.
- —— (2010). Building Social Business: The New Kind of Capitalism that Serves Humanity's Most Pressing Needs. New York: Public Affairs. ISBN 978-1-58648-824-6.
- Yunus, Muhammad, Moingeon, Bertrand and Laurence Lehmann-Ortega (2010), „"Building Social Business Models: Lessons from the Grameen Experience” (PDF). 43 (2–3).", April–June, , Long Range Planning, pp. 308–325
- —— (2017). A World of Three Zeroes: the new economics of zero poverty, zero unemployment, and zero carbon emissions. Scribe Publications.

## Literatura
- Bornstein, David (1996). The Price of a Dream: The Story of the Grameen Bank and the Idea that is Helping the Poor to Change Their Lives. Simon & Schuster. ISBN 978-0-684-81191-8.
- Kallol, Asif Showkat (1. 11. 2013). „Female directors vow to stop GB law”. Dhaka Tribune. Архивирано из оригинала 20. 12. 2016. г. Приступљено 8. 7. 2015.
- Pakiam, Ranjeetha; Mehrotra, Kartikay (6. 11. 2013). „Yunus Sees New Law Spelling Beginning of the End for Grameen”. Bloomberg Businessweek. Архивирано из оригинала 15. 11. 2013. г. Приступљено 8. 7. 2015.
- „Yunus not enjoying respect he deserves”. The Financial Express. Dhaka. 14. 11. 2013. Архивирано из оригинала 20. 12. 2016. г. Приступљено 8. 7. 2015.
- Clinton, Bill (2004). My Life: The Presidential Years. New York: Vintage Books. стр. 329. ISBN 978-0-375-41457-2. „Muhammad Yunus should have been awarded the Nobel Prize in Economics years ago.”
- Bari, R. (2011). Grameen Social Business Model: A Manifesto for Proletariat Revolution. AuthorHouse. стр. 158. ISBN 9781468565652. Приступљено 8. 7. 2015.

## Spoljašnje veze
- Zvanični veb-sajt
- „একের পর এক মামলার চাপে ড. ইউনূস”. jugantor.com. Приступљено 8. 7. 2015.
- „যে কারণে ইউনূসের বিরুদ্ধে হাসিনা | জাতীয় | কালের কণ্ঠ | kalerkantho”. kalerkantho.com. Приступљено 8. 7. 2015.
- Muhamed Junus на веб-сајту  (језик: енглески)
- Muhammad Yunus на веб-сајту  (језик: енглески)
- Muhammad Yunus на веб-сајту  (језик: енглески)
- „Прикуљене вијести и коментари o чланку Muhamed Junus”. The Guardian.
- „Yunus, Muhammad”. Ramon Magsaysay Award Foundation. Архивирано из оригинала 14. 10. 2016. г. Приступљено 17. 8. 2007.
- „Bangladesh: Country of Origin Information Report”. Country of Origin Information Service. UK: Border & Immigration Agency. 15. 6. 2007. Архивирано из оригинала (DOC) 27. 9. 2007. г. Приступљено 9. 9. 2007.